# Naumeter Kopf

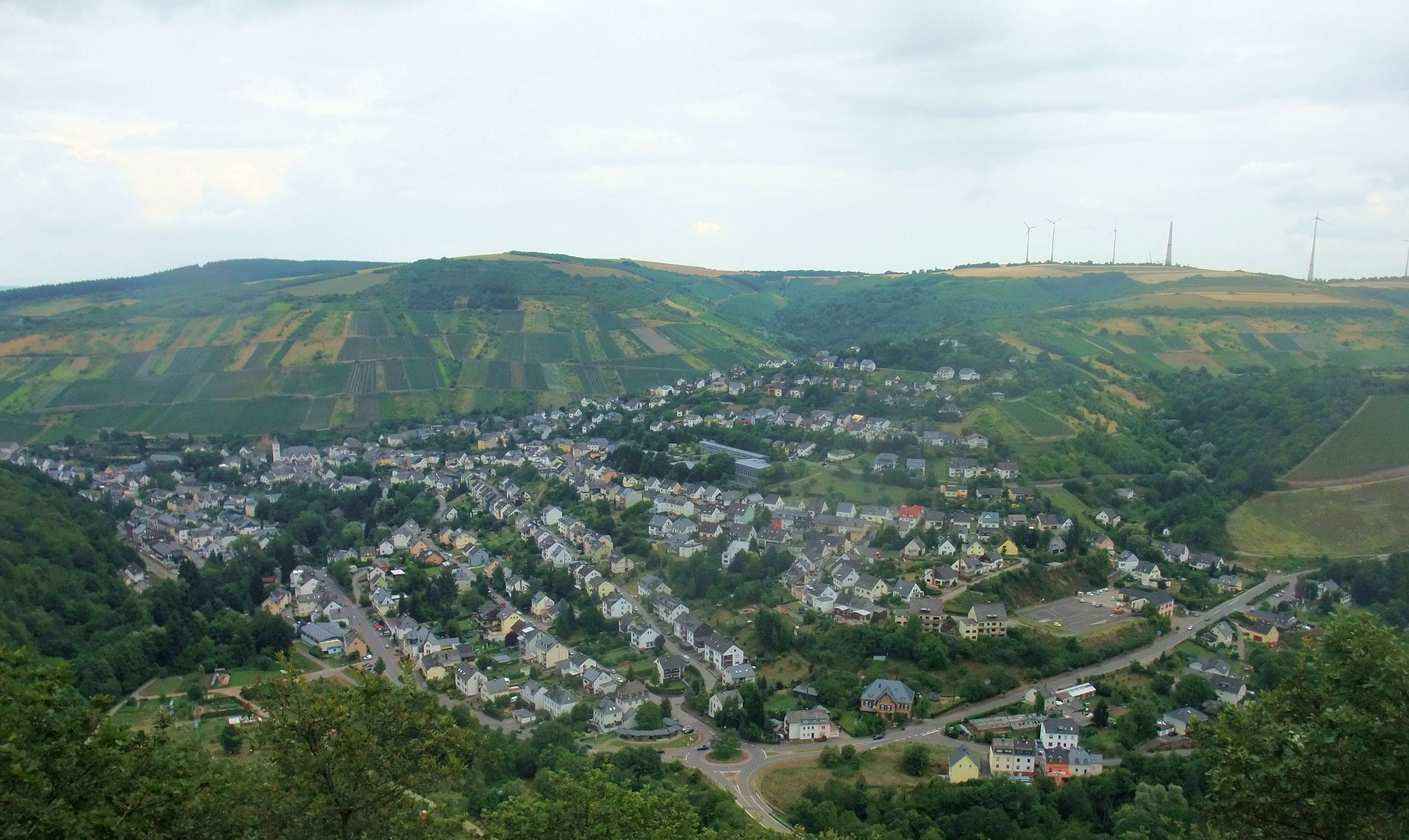
Blick vom Naumeter Kopf auf Waldrach

Der Naumeter Kopf bei Trier ist ein Berg zwischen Korlingen, Trier-Tarforst und Waldrach/Ruwertal. Er hat eine Höhe von 343,9 m ü. NHN und ist mit einem Gipfelkreuz versehen.
In der Nähe des Gipfels befindet sich ein Trigonometrischer Punkt.
Auf dem Naumeter Kopf, auch Naumeter Kupp genannt, befand sich eine Fliehburg.
Von Waldrach führt ein Teil des Wanderweges RT 1 (früher: Förster-Mende-Pfad) über etwa 170 Höhenmeter zur Naumeter Kupp.
Im System der Traumschleifen am Saar-Hunsrück-Steig führt die Trierer Galgenkopftour ebenfalls dorthin.